# Asociación cultural Miguel Martínez del Villar
La Asociación cultural Miguel Martínez del Villar, se creó en la localidad de Malanquilla (Zaragoza) el 23 de diciembre de 1981 para reivindicar el legado del que fuera Regente del Supremo Consejo de Aragón Miguel Martínez del Villar y poner en valor el patrimonio de Malanquilla. En la década de los ochenta y mediados de los noventa del siglo XX destacó por su contribución al conocimiento de esta figura aragonesa, así como por sus estudios históricos, artísticos y documentales de Malanquilla en particular y de otros municipios de la antigua Comunidad de Calatayud.
Contó con un amplio equipo de investigación, compuesto entre otros, por alumnos de la Universidad Complutense de Madrid, dirigido por Antonio Sánchez Molledo, cuya principal aportación fue el "Estudio General sobre los molinos de viento en España", una obra donde se estudian los diversos ejemplares existentes en territorio español desde su vertiente histórica, artística, paisajística, etc. sin olvidar su relación con el mundo de la cultura, literatura, música, pintura y costumbrismo popular.
Pilar Calvo-Sotelo Ibáñez Martín, hija del expresidente del gobierno y Marqués de la Ría de Ribadeo, Leopoldo Calvo-Sotelo Bustelo fue Madrina de honor de la entidad desde 1982.

## Presidentes
Han sido sus Presidentes:
- José María Sánchez Molledo (1981-1982)
- Antonio Sánchez Molledo (1982-1989)
- Miguel Ángel Solá Martín (1989-1993)
- José María Solá Gómez (1993-1995)
- Ángel Martínez Martínez (1995-2000)

## Historia
La continuidad cultural en Malanquilla, iniciada en 1977 con la consecución del Trofeo de Oro de Misión Rescate, viene marcada por la creación de esta asociación que se caracterizó por acercar la cultura a los núcleos rurales, históricamente desfavorecidos por los poderes públicos. Pionera del movimiento asociativo provincial, junto con las también asociaciones "Armantes" y Cubel, dedicó gran parte de sus trabajos al territorio de la Comunidad de Calatayud, con especial incidencia en Malanquilla, pero sin olvidar otras localidades como Munébrega, Pomer, Brea de Aragón y Torrelapaja, donde la Casa de San Millán fue objeto de atención y seguimiento. 

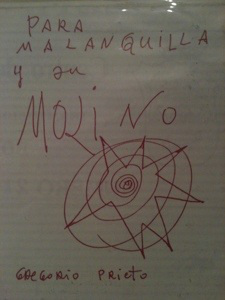
Gregorio Prieto y Malanquilla

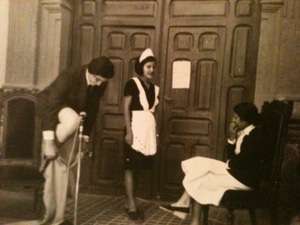
Representación teatral en Malanquilla

Desde su inicio, el molino de viento y el conjunto histórico de Malanquilla constituyeron el centro de las investigaciones, posibilitando la consecución de estudios, ponencias y comunicaciones que han llevado el nombre de la asociación numerosos encuentros, congresos y jornadas celebrados a lo largo y ancho del territorio nacional.

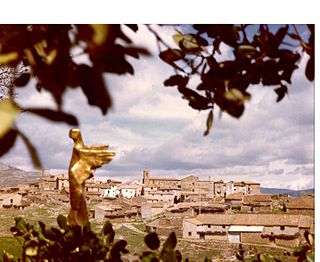
Trofeo de Oro de Misión Rescate. Malanquilla, 1977

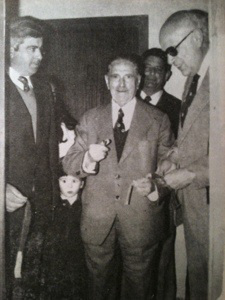
Gregorio Prieto inaugura una exposición en Malanquilla

Como aportación impresa, además de sus Boletines informativos, queda la publicación del libro sobre Malanquilla, del que es autor Jesús Marín Rubio, así como innumerables muestras de cartelería y folletos de los diferentes actos. Conserva una galería de fotografías y libros dedicados por destacadas personalidades de la vida pública española e internacional entre los que cabe mencionar a Manuel Fraga Iribarne, Sofía Loren, el expresidente del gobierno Felipe González el hispanista Ian Gibson, el poeta Gerardo Diego, el pintor Gregorio Prieto, el cantante Raphael o el Ex Secretario de Estado de los Estados Unidos Henry Kissinger, así como diferentes objetos cerámicos y documentación.
En Malanquilla hay que destacar la celebración durante tres años consecutivos de las Jornadas Culturales la constitución, dotación y puesta en marcha de la Biblioteca pública y la mencionada edición del libro Crónica Sentimental de Malanquilla publicado en Zaragoza, en 1999.

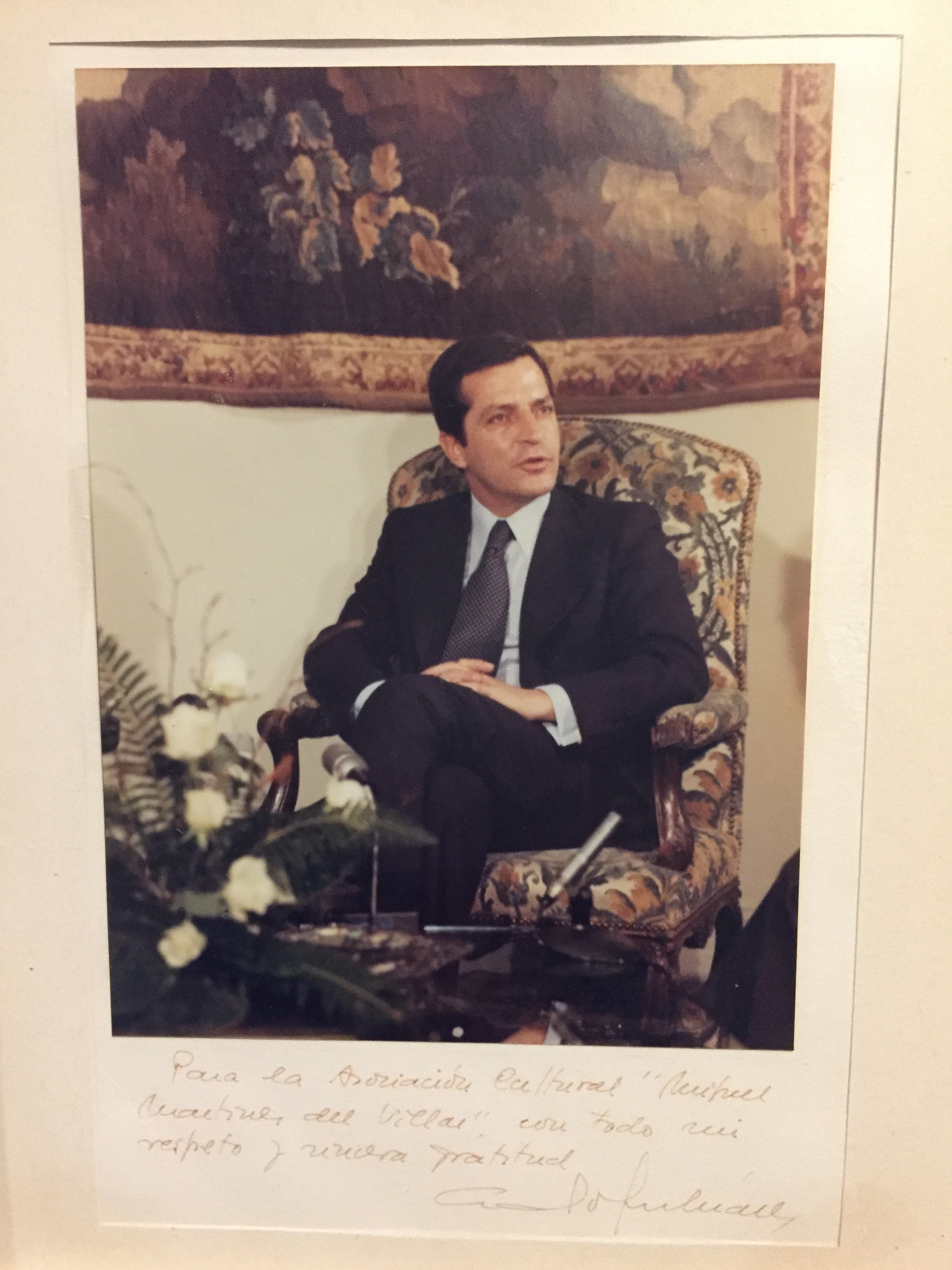
Dedicatoria del expresidente del Gobierno Adolfo Suárez para la Asociación Cultural de Malanquilla

Las jornadas culturales de Malanquilla, celebradas desde 1982, animaron los veranos de la localidad, a lo largo de los cuales se sucedían toda una serie de actividades que posibilitaron el conocimiento de diversos trabajos de investigación, así como de numerosas personas del ámbito político y cultural provincial y regional que acudían al municipio para intervenir en sus extensos programas de actos, entre éstos cabe mencionar las conferencias que imparten Julio Gavín, Presidente de la Asociación Amigos del Serrablo Alfredo Muñoz Gutiérrez, Presidente del Centro de Estudios Bilbilitanos, Pedro Móntón Puerto, Cronista Oficial de Calatayud, el Alcalde de Calatayud, José Galindo Antón y el investigador y profesor de la Universidad de Zaragoza, Alberto Montaner Frutos.  
El pintor de la generación del 27 Gregorio Prieto, abanderado del movimiento por la regeneración de los molinos de viento en España y en el mundo, es otro de los personajes que avalan las actuaciones de la asociación MMV, acudiendo en diferentes ocasiones a Malanquilla y Zaragoza, invitado por dicho movimiento cultural. Fruto de sus visitas queda un cuadro firmado de la Virgen de la Consolación, regalo del artista, instalado hoy en el despacho del alcalde en el ayuntamiento de Malanquilla y un retrato de Federico García Lorca que la asociación cultural donó al Museo Camón Aznar, de Zaragoza, donde se encuentra depositado.  
Malanquilla se convierte así en referente en el ámbito cultural, desplegando una intensa labor de promoción del legado histórico y artístico de la localidad en los medios de comunicación además de la difusión continuada de sus actividades que acaparan, día sí día no, la información de prensa y radio. Más de un centenar de artículos firmados, especialmente en Heraldo de Aragón y los desaparecidos diarios Hoja del Lunes de Zaragoza y Aragón Expres, así como innumerables entrevistas radiofónicas, con el molino por estandarte y bandera, hacen que la divulgación del patrimonio local de esta pequeña localidad bilbilitana resulte una experiencia cultural digna de estudio.
Cuando el movimiento asociativo en la provincia de Zaragoza se generaliza, la asociación decae en su actividad y cede el testigo a otras iniciativas. Ya en el siglo XXI, se crea la asociación cultural "La Cocuta", desde donde se quiso dar continuidad al movimiento cultural, al tiempo que se fueron incorporando otras entidades como la de mayores y la de amas de casa, desde donde se realizan completos programas de actividades, lo que hace presagiar que aquel germen de 1977, tendrá su continuidad.